# ان‌جی‌سی ۴۴۱۴
ان‌جی‌سی ۴۴۱۴(به انگلیسی: NGC 4414) یک کهکشان مارپیچی بدون میله در فاصله ۶۲ میلیون سال نوری در صورت فلکی گیسو (صورت فلکی) است. در سال ۱۹۷۴ یک ابرنواختر با نام اس‌ان ۱۹۷۴جی کشف شد که این تنها ابرنواختر دیده شده در این کهکشان است.